# Bukóforduló

A bukóforduló kivitelezése: egy víz alatti bukfencet hajtunk végre, miközben az alapfal felé haladunk. Ez a mozdulat magában foglalja a törzs előredobását, és arra kényszeríti a testet, hogy csípőből elforduljon. Teljes 180 fokos elforduláskor az ember áramvonalasan löki le magat a falról, befejezve a fordulót

Az úszás egyik féle fordulója a bukóforduló, vagy flipforduló, amelyet az úszás irányának megfordítására használnak. Ez akkor történik, amikor az úszó eléri az úszómedence végét, de még mindig van a távból egy vagy több hossza hátra.

## Története
A technika kifejlesztését a Nemzetközi Úszó Hírességek Csarnoka Al Vande Weghe nevéhez köti, ahogy azt az AAU Nationalson 1934-ben alkalmazta. Korábban – tévesen – a Texasi Egyetem úszóedzőjének, Tex Robertsonnak tulajdonították a bukóforduló feltalálását, miközben Adolph Kiefert az 1936-os berlini olimpiára készítette fel.

## Alkalmazása
A bukófordulót általában csak gyorsúszás és hátúszás versenyeken használják. A pillangó- és mellúszásban az előírások megkövetelik, hogy az úszók mindkét kezükkel egyidejűleg érintsék meg a medence végét, mielőtt visszafordulnának egy újabb hosszra. Esetükben gyakoribb, hogy balra vagy jobbra fordulnak a következő kör megkezdéséhez. Ezt az fordulóstílust nyitott fordulónak nevezik.
Vegyesúszáskor a fordulók attól függően változnak, hogy az úszó milyen stafétaütésről indul és milyen ütést vált. Az USA úszás- és fordulószabályai szerint az ütések sorrendjében a fordulók:
1. Pillangóúszásról hátúszásra váltásnál a két kézzel érintés a szabályos, amely után az úszó bármilyen módon megfordulhat, de vállának függőlegesen kell állnia hátrafelé, amikor elhagyja a falat.
2. Hátúszásról mellúszásra váltás esetén az úszónak először a hátát kell érintenie. A szabályos érintés után az úszó bármilyen módon megfordulhat.
3. Mellúszásról gyorsúszásra váltáskor a két kézzel érintés a szabályos. Utána az úszó bármilyen módon megfordulhat.

## Fordítás
- Ez a szócikk részben vagy egészben  a   Tumble turn című angol Wikipédia-szócikk ezen változatának fordításán alapul.  Az eredeti cikk szerkesztőit annak laptörténete sorolja fel. Ez a jelzés csupán a megfogalmazás eredetét és a szerzői jogokat jelzi, nem szolgál a cikkben szereplő információk forrásmegjelöléseként.